# Едвард Гал
Едвард Гал  (нід. Edward Gal, 4 березня 1970) — нідерландський вершник, олімпійський медаліст.

## Виступи на Олімпіадах
| Олімпіада   | Дисципліна        | Місце |
| ----------- | ----------------- | ----- |
| Лондон 2012 | виїздка, особисті | 9     |
| Лондон 2012 | виїздка, командні | 3     |

## Особисте життя
Едвард Гал є геєм, має стосунки з одноклубником Гансом Петером Міндергаудом.